# Cindy Klassen
Cindy Klassen (Winnipeg, Manitoba, 12 de agosto de 1979) é uma patinadora canadense. Klassen conquistou seis medalhas olímpicas (1 de ouro, duas de prata e três de bronze) nas edições de 2002 em Salt Lake City e em 2006 em Turim.